# Charlot (aviron)
Pour les articles homonymes, voir Charlot (homonymie).
"Charlot" est un rameur français, membre du Cercle de l'Aviron de Roubaix.

## Biographie
"Charlot", en tant que barreur, dispute l'épreuve de quatre avec barreur aux côtés d'Émile Delchambre, de Jean Cau, Henri Bouckaert et Henri Hazebrouck, avec lequel il est probablement apparenté aux Jeux olympiques d'été de 1900 à Paris. Les cinq Français remportent la médaille d'or.